# Carl Gustafs stads gevärsfaktori
Carl Gustafs stads gevärsfaktori (i dagligt tal Gevärsfaktoriet), även kallat Eskilstuna gevärsfaktori, var en statlig vapentillverkare av eldhandvapen (gevärsfaktori) för Sveriges militär, som etablerades i Eskilstuna stad 1813 efter statligt beslut 1812. Beslutet kom från behovet att flytta svensk vapenproduktion från östersjökusten inåt land på grund av det utsatta läget för ryska kusthärjningar. Beslutet innebar nedläggning av Söderhamns gevärsfaktori och Norrtälje gevärsfaktori.
Carl Gustafs stads gevärsfaktoris verkstäder låg från 1813 till 1969 på Faktoriholmarna och därefter flyttades tillverkningen till Svista i utkanten av Eskilstuna. Från 1943 drevs verksamheten av Försvarets Fabriksverk (FFV), från 1970 omlanserat som Förenade Fabriksverken, vilken senare slogs samman med Bofors. Faktoriet kallas därför ibland "FFV-Carl Gustaf". I modern tid har faktoriets verksamhet flyttats till Karlskoga; utvecklingsavdelningen 2009 och kvarvarande vapenproduktion 2012, varefter anläggningen lagts ner.

## Historia

### Förhistoria
Det första faktoriet i Sverige kom till 1551 då Gustav Vasa beordrade fogden i Arboga att förbereda ankomsten av några vapensmeder som införskrivits från Tyskland. Vapenproduktionen i Arboga upphörde 1712 och tillverkningen av skjutvapen överfördes till Örebro. Liknande faktorier inrättades efterhand i Jönköping och sedermera Husqvarna, Söderhamn (och en kort tid Sundsvall) samt i Västerås och Uppsala. Stadsfaktorier anlades dessutom i Norrköping, Eskilstuna (Carl Gustafs stad), Norrtälje och Ronneby.
Smederna skulle fortfarande verka i sina egna smedjor, men deras verksamhet skulle samlas i ett faktori. Efter att Krigskollegium inrättats 1634, ställdes landets faktorier under Krigskollegiums ledning.
Reinhold Rademacher, en framgångsrik industriman från Riga i dåvarande svenska Livland, men av nederländsk börd, hade år 1654 erhållit privilegium på en finsmidesmanufaktur i Kirkholms skans. Inför det ryska hotet 1656 överflyttades dock faktoriet till Sverige av kung Karl X Gustav för att lägga grunden till en smidesmanufaktur i Eskilstuna som skulle fylla hela landets behov av smidesvaror. År 1659 fick Eskilstuna stadsrättigheter under namnet Karl Gustavs stad. Ett antal Rademachersmedjor uppfördes, men efter Rademachers död gick det allt sämre för verksamheten och faktoriet övergick i privat ägo. Vid mitten av 1700-talet bröts manufakturverksamheten ur staden och drevs vidare under namnet Carl Gustafs stad, varvid staden återfick det gamla namnet Eskilstuna.

### Statlig arsenal

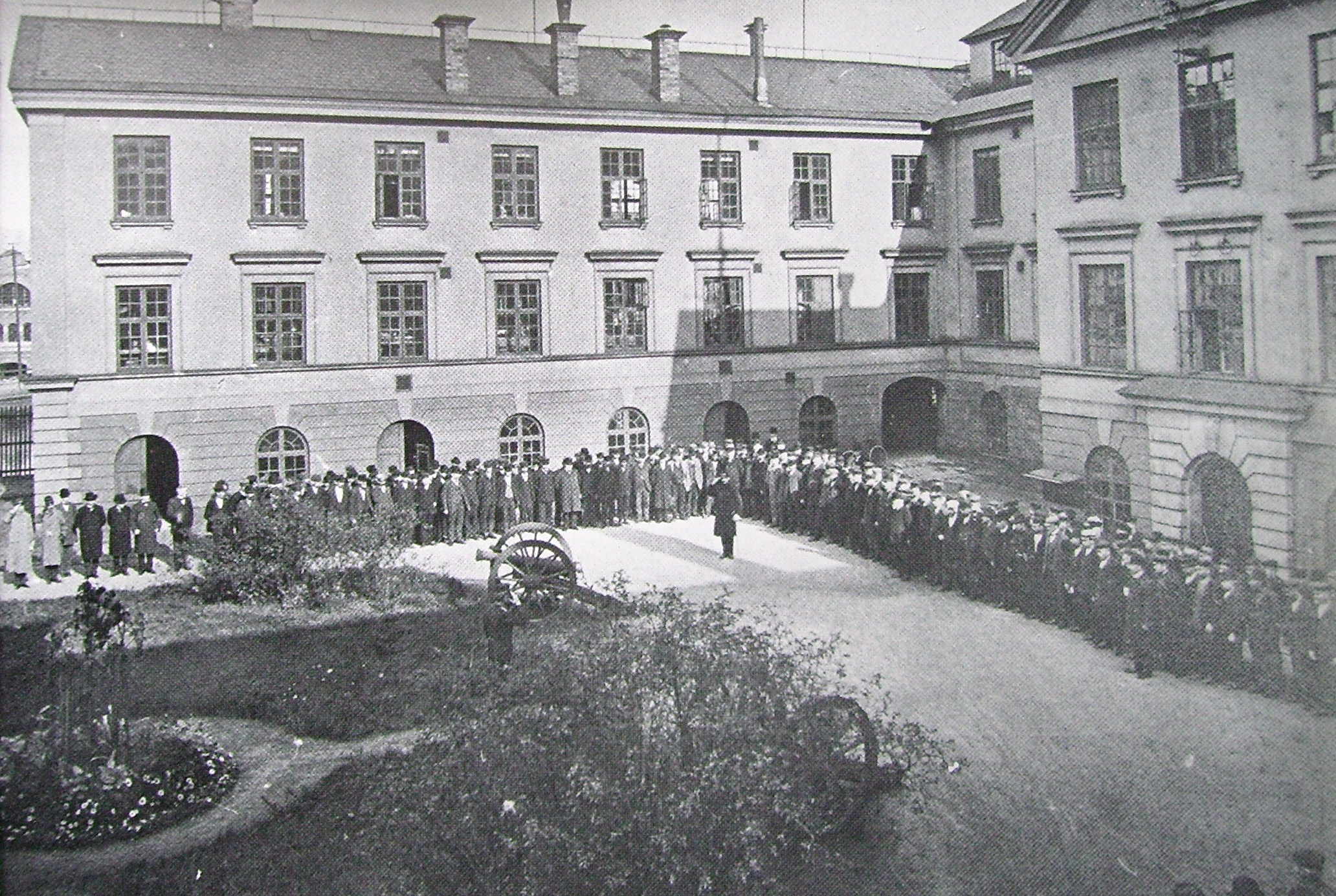
Gevärsfaktoriet 1911.

År 1812 köpte kronan (svenska staten) Carl Gustafs stads gevärsfaktori och lät 1813 inrätta ett gevärsfaktori på Faktoriholmarna i ån, vars byggnader ännu finns kvar.[källa behövs] Styresman 1835 var översten Johan Anders Palm (född 1787, död 1837). Han fick i november 1835 ett patent på vissa "förbättringar å Ångmaschiner". År 1888 anställdes Carl Edvard Johansson, och avlade där 1890 examen som besiktningsrustmästare, och fick sig anförtrodd ledningen av faktoriets tillverkning av specialmaskiner, verktyg och kontrollmått. Han skulle senare uppfinna kombinationsmåttsatsen med passbitar.
Under åren åtog sig faktoriet produktion av diverse eldhandvapen för den svenska krigsmakten, ofta parallellt med Husqvarna Vapenfabriks AB. Bland annat har diverse enhetsgevär tillverkats, såsom 12,17 mm gevär m/1867, 6,5 mm gevär m/96 och 6,5 mm automatgevär m/42. Från 1943 drevs verksamheten av Försvarets Fabriksverk ("FFV", 1970 omlanserat som Förenade Fabriksverken), och kallas under denna period ibland FFV-Carl Gustaf. Under FFV kom gevärsfaktoriet att utveckla och producera bland annat 9 mm kulsprutepistol m/45 och 84 mm granatgevär m/48, och från 1965 påbörjades även licensproduktion av 7,62 mm automatkarbin 4.

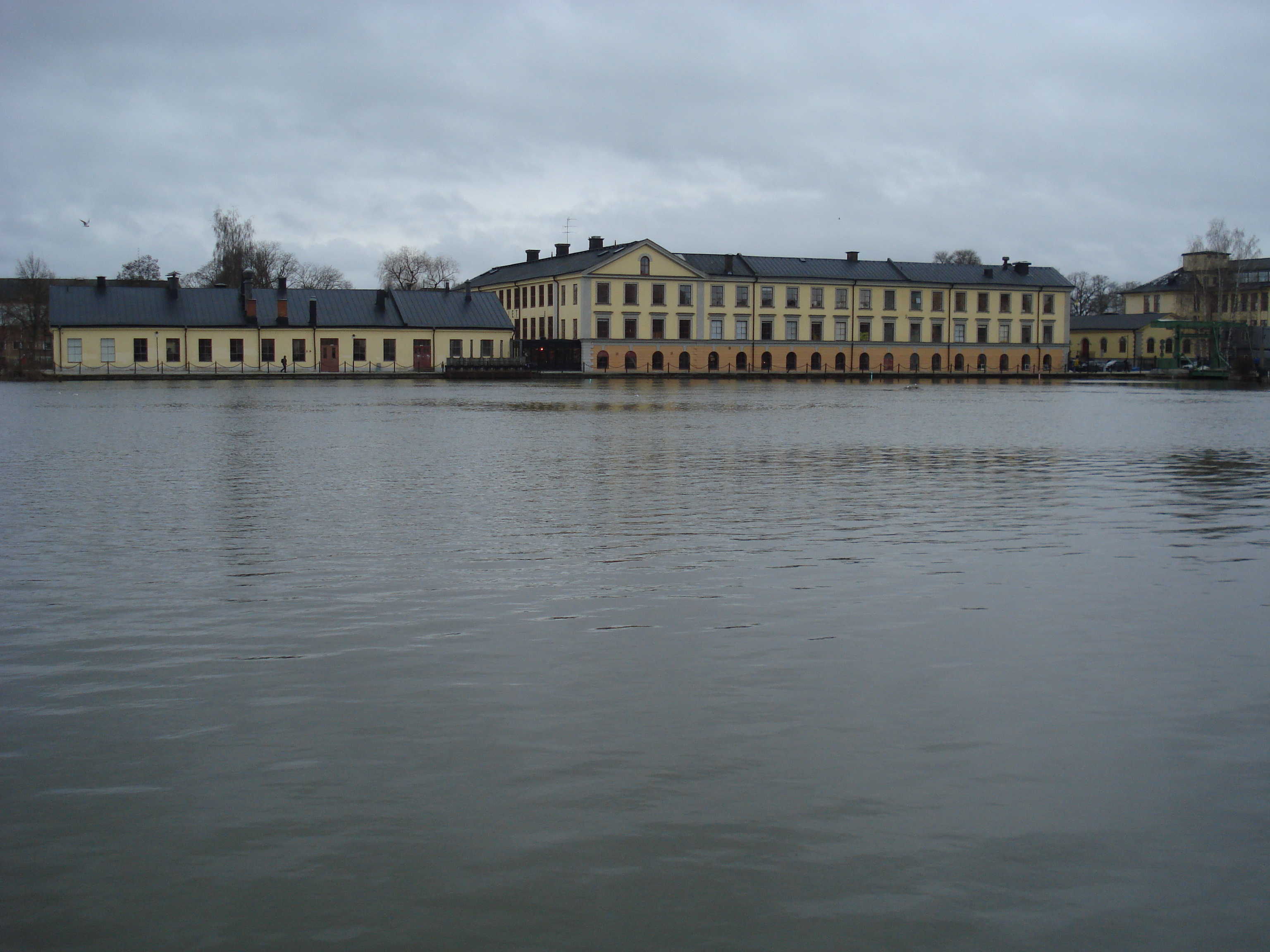
Gamla faktorianläggningen i Eskilstuna, idag Eskilstuna stadsmuseum.

1969 flyttade verksamheten från centrala Eskilstuna till Svista, 5 km öster om centrum och 1970 köpte FFV upp den konkurrerande gevärstillverkningsavdelningen hos Husqvarna, varav Carl Gustaf bland annat tog över produktionen för jaktgeväret Husqvarna 1900 (sedermera "Carl Gustaf 1900", etc). Faktoriets gamla lokaler öppnade för allmänheten 1979 som Eskilstuna stadsmuseum.
1986 döpte FFV om sina ingående verksamheter, varav Carl Gustafs stads gevärsfaktori hamnade under verksamheten FFV Ordnance som tillhandahöll produktion av försvarsmateriel. 1991 löstes FFV upp i flera olika parter som del av en bolagisering, varav Carl Gustafs stads gevärsfaktori, under FFV Ordnance, slogs samman med Bofors AB för att bilda Swedish Ordnance-FFV/Bofors AB, sedermera förvärvat av Celsius Industrier AB. Detta varade till 1999 på Saab AB köpte upp Celsius-koncernen, och därmed Carl Gustafs verksamhet. Efter Saabs förvärvande uppgick gevärsfaktoriets verksamhet i Saab Bofors Dynamics (grundat 2000), och skötte bland annat produktion av automatkarbin 5 för Sveriges försvarsmakt. Eftersom Saab Bofors Dynamics (omdöpt till "Saab Dynamics" sedan halvårsskiftet 2010) verksamhet ligger i Karlskoga har Carl Gustafs verksamhet successivt avverkats från Eskilstuna och flyttats till Karlskoga. Carl Gustafs utvecklingsavdelningen flyttades 2009, medan kvarvarande produktion av Carl Gustafs 84 mm granatgevär flyttades fram till 2012, vartefter Eskilstuna-anläggningen lades ner i april 2012.

## Vapenutveckling

### Statlig anskaffning av automatkarbin (1954–1964)

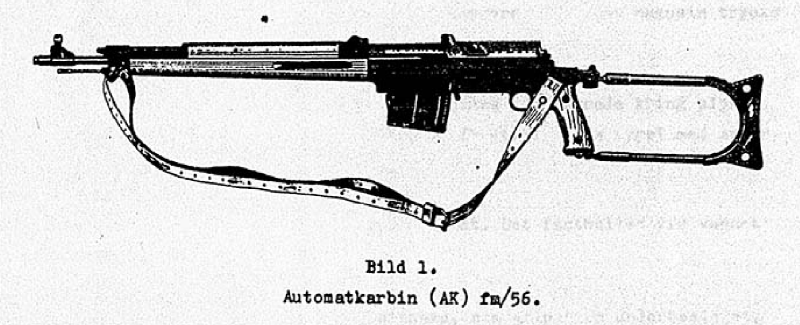
6,5 mm automatkarbin fm/56

Under 1950-talet blev det aktuellt med framtagning av en automatkarbin till försvarsmakten. En av Carl Gustafs konstruktörer vid namn Eric Wallberg konstruerade därmed ett försöksvapen baserat på faktoriets automatgevär m/42, betecknad "6,5 mm automatkarbin fm/56" (försöksmodell 1956), vilken hade nerkortad pipa, pistolgrepp och fällbart axelstöd likt det hos kulsprutepistol m/45. Ak fm/56 använde samma magasinkonstruktion som hos föregående automatgevär m/42, avsett att laddas med två laddramar om 5 skott var. Denna laddningsmetod och magasinkapacitet bör ansetts förlegad jämte dåtidens utländska vapen, varav Wallberg tog fram en reviderad variant som matade från utbytbara 20-skottsmagasin, betecknad "6,5 mm automatkarbin fm/57". Försvarsmakten utförde tester med fm/56 och fm/57 fram till 1959, varvid de ej ansågs fylla kraven för tillförlitlighet. Försvarets utprovning gick vidare till utländska vapentyper och efter erfarenheter från Sveriges FN-insatts i kongokrisen 1960 var det inte längre aktuellt med en halvautomatisk automatkarbin, varav försvarsmakten riktade in sig på att anskaffa en automatkarbin som även kunde avge helautomatisk eld. Försvarsmakten riktade även in sig på att övergå till patronen 7,62 × 51 mm NATO från den svenska patronen 6,5 × 55 mm (6,5 mm patron m/94), varav minst ett fm/57-vapen omkamrades till en nya patronen, betecknad "7,62 mm automatkarbin fm/57-60".

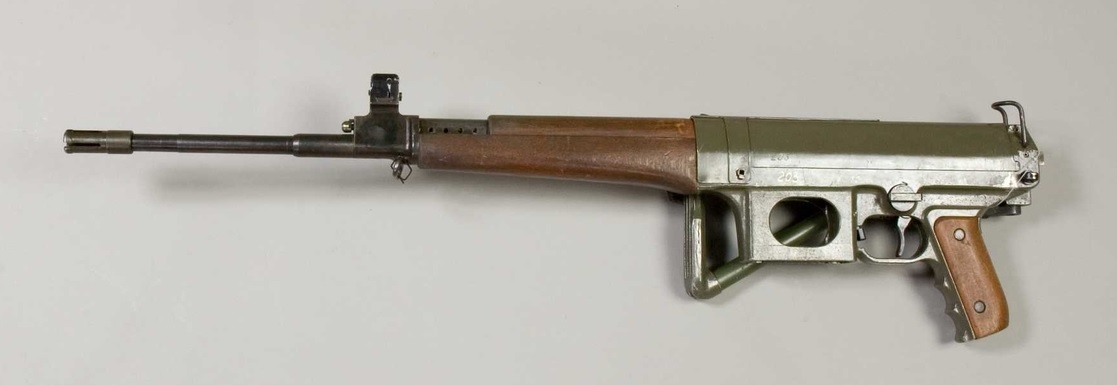
GRAM 61

Som ersättning för Wallsbergs konstruktioner konstruerade en annan Carl Gustaf-konstruktör, vid namn Nils Lundin, en ny automatkarbin som fick namnet GRAM. Denna var helautomatisk och matade från utbytbara 20-skottsmagasin. Den första GRAM-modellen betecknades "automatkarbin fm/61 Gram" (även kallad "GRAM 61") och utprovades i både 6,5 mm och 7,62 mm kaliber. Den uppfyllde inte kraven och skickades tillbaka till ritbordet. Under samma period (pågående sedan 1960) hade försvaret även börjat utprovning av utländska vapentyper, såsom den belgiska FN FAL (samt kanadensiska C1) och den tyska HK G3. Även dessa provades i kaliber 6,5 mm och 7,62 mm, och betecknades även likadant beroende på inköpsår: fm/60, fm/61, fm/62, fm/63, etc. Särskiljning gjordes med suffix: "FN FAL" ("FNC FAL" för C1), "G3" och "Gram", etc.

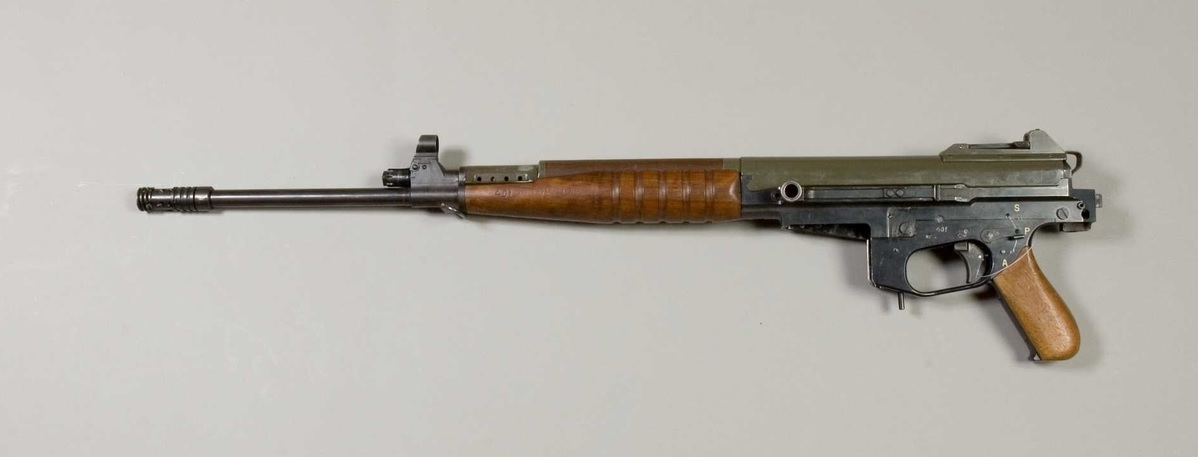
GRAM 63

Inför 1962 års etapp omkonstruerades GRAM 61 för att möta de uppsatta kraven, denna gång kallad GRAM 63 ("GRAM 63A" i 6,5 mm kaliber och "GRAM 63B" i  7,62 mm kaliber). Handskyddet fick ny utformning och magasinbrunnen förbättrades, bland annat. Utprovad som "automatkarbin fm/62 Gram", klarade heller inte GRAM 63 de uppsatta kraven och valdes bort framför FN FAL och G3. G3 (i G3A3 utförande) kom under oktober 1964 att antas som automatkarbin 4, vilket satte sista spiken i kistan för Carl Gustafs GRAM.

### NIVA 5,6/45 mm kombinationsvapen (1970–1978)
På 1970-talet utvecklade gevärsfaktoriet ett kombinationsvapen för infanterister, benämnt NIVA (nytt infanterivapen), även kallad "FFV1970" eller "XM1970". Detta kombinationsvapen bestod av ett rekylfritt granatgevär kombinerat med en automatkarbin. Granatgeväret avsågs som närpansarvapen och sköt 45 mm pansarspränggranater med en utgångshastighet av 300 meter per sekund. Automatkarbinen var kamrad för 5,56 × 45 mm NATO och hade en eldhastighet kring 700 skott per minut vid automateld. Projektet lades ned och ett fåtal prototyputföranden tillverkades runt 1978.

## Produktion
Vid Carl Gustafs stads gevärsfaktori har bland annat tillverkats (ej komplett lista, en mängd vapen och produkter saknas):

### Gevär
- Gevär m/1867
- Gevär m/1889
- Gevär m/96
- Automatgevär m/42
- Carl Gustaf 1900 (jaktgevär)
- Carl Gustaf 2000 (jaktgevär)

### Karbiner
- Karbin m/94
- Automatkarbin fm/56 WBG
- Automatkarbin fm/57 WBG
- Automatkarbin fm/61 Gram (GRAM 61)
- Automatkarbin fm/62 Gram (GRAM 63)
- Automatkarbin 4
- Automatkarbin 5 (CGA5 – "Carl Gustaf Automatkarbin 5")

### Kulsprutepistoler
- Kulsprutepistol m/45

### Närpansarvapen
- 1942 – Carl Gustaf 20 mm pansarvärnsgevär (20 mm pansarvärnsgevär m/42)
- 1943 – Carl Gustaf 37 mm granatgevär (37 mm granatgevär fm/43)
- 1945 – Carl Gustaf 47 mm granatgevär (47 mm granatgevär fm/45)
- 1948 – Carl Gustaf 84 mm granatgevär M1 (84 mm granatgevär m/48)
- 1964 – Carl Gustaf 84 mm granatgevär M2
- 1978 – Carl Gustaf NIVA kombinationsvapen (FFV XM1970 – "Nytt infanterivapen")
- 1986 – Carl Gustaf 84 mm granatgevär M3 (84 mm granatgevär m/86)
- 2014 – Carl Gustaf 84 mm granatgevär M4 (84 mm granatgevär m/18)

### Fordonsbeväpning
- Kulspruta m/22
- 20 mm automatkanon m/45

### Diverse
- Bajonetter av diverse modell
- Kpistmagasin m/37 (stavmagasin, 56 × 9 mm patron m/07)
- Kpistmagasin m/37-39 (stavmagasin, 50 × 9 mm patron m/39)
- Kpistmagasin m/45 (stavmagasin, 36 × 9 mm patron m/39)